# Obertrubach
Obertrubach település Németországban, azon belül Bajorországban. Lakosainak száma 2266 fő (2023. december 31.).

## Népesség
A település népessége az elmúlt években az alábbi módon változott:
| Lakosok száma | 2019 | 1493 | 2149 | 2141 | 2152 | 2204 | 2202 | 2185 | 2352 | 2266 |
|               | 1970 | 1975 | 2011 | 2012 | 2014 | 2015 | 2017 | 2019 | 2022 | 2023 |